# Aconitum korshinskyi
Aconitum korshinskyi là một loài thực vật có hoa trong họ Mao lương. Loài này được Tzvelev mô tả khoa học đầu tiên năm 1996 publ. 1997.